# Řád posvátné trojnožky
Řád posvátné trojnožky (čínsky 寶鼎勳章) je vojenské vyznamenání Čínské republiky, které bylo založeno roku 1929. 

## Historie a pravidla udílení
Řád byl založen dne 15. května 1929. Udílen je za významný přínos k národní bezpečnosti.

## Třídy
Řád je udílen v devíti třídách:
- I. třída speciální velkostuha
- II. třída velkostuha
- III. třída červená velkostuha
- IV. třída speciální náhrdelník
- V. třída náhrdelník
- VI. třída speciální rozeta
- VII. třída rozeta
- VIII. třída speciální stuha
- IX. třída stuha

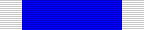
I. třída
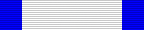
II. třída
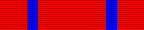
III. třída
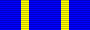
IV. třída
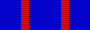
V. třída
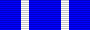
VI. třída
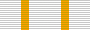
VII. třída
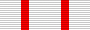
VIII. třída
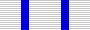
IX. třída

## Insignie
Řádový odznak má tvar pěticípé zlaté hvězdy. Mezi cípy jsou shluky různě dlouhých paprsků pokrytých bílým a červeným smaltem. Na hvězdě je položena menší pěticípá hvězda s cípy složenými z různě dlouhých paprsků zakončených dvěma hroty. Paprsky jsou pokryty modrým smaltem. Mezi cípy je zlatý ornament. Uprostřed je kulatý medailon s vyobrazením trojnožky, jež je považována za národní poklad.